# 穆莱藏
穆莱藏（法語：Moulézan，法語發音：[mulezɑ̃]）是法国加尔省的一个市镇，属于尼姆区。

## 地理
穆莱藏（43°55'46"N, 4°7'35"E）面积11.39 平方千米，位于法国奧克西塔尼大區加尔省，该省份为法国南部沿海省份，南端濒地中海，北起顺时针与阿尔代什省、沃克吕兹省、罗讷河口省、埃罗省、阿韦龙省和洛泽尔省接壤。
与穆莱藏接壤的市镇（或旧市镇、城区）包括：艾格勒蒙、戛纳和克莱朗、丰斯、蒙米拉、圣泰奥多里、蒙塔尼亚克。

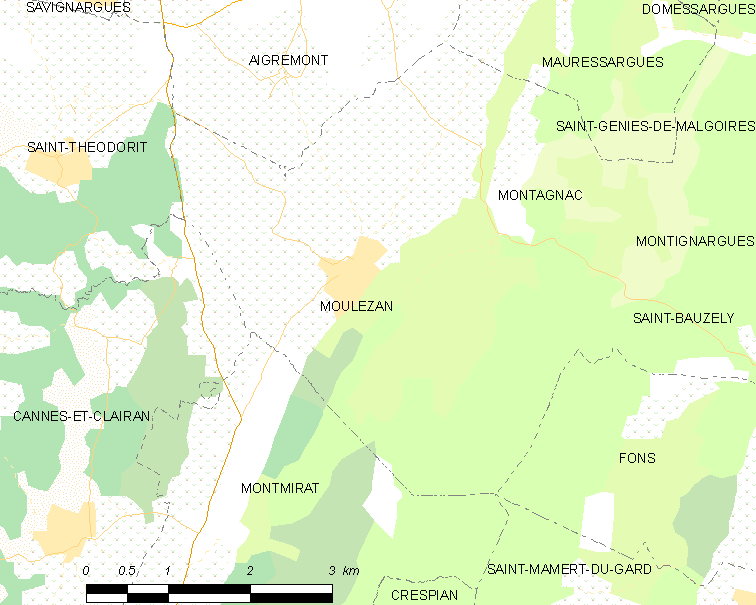
穆莱藏的OSM定位图

穆莱藏的时区为UTC+01:00、UTC+02:00（夏令时）。

## 行政
穆莱藏的邮政编码为30350，INSEE市镇编码为30183。

## 政治
穆莱藏所属的省级选区为基萨克县。

## 人口

1962-2008年间穆莱藏人口变化图示

穆莱藏于2022年1月1日时的人口数量为640人。